# Жуандо, Марсель
Марсель Жуандо (настоящая фамилия — Прованс; фр. Marcel Jouhandeau; 26 июля 1888, Гере — 7 апреля 1979, Рюэй-Мальмезон) — французский прозаик-модернист, эссеист, драматург.

## Биография
В 1908 приехал в Париж. Посещал лекции в Сорбонне. Будучи студентом начал писать. В 1912 году работал школьным учителем в пригороде Парижа — Пасси. В 1914 году, во время мистического кризиса, сжег свои рукописи и пытался покончить жизнь самоубийством. После того, как кризис миновал, вновь вернулся к литературному творчеству и создал деревенские хроники, которые принесли ему первые успехи.
С 1922 года посвятил себя литературной деятельности. Примыкал к группе писателей «La Nouvelle Revue française» (Новое французское обозрение).
В 1938 году он написал антисемитскую брошюру-памфлет «le péril juif». Поклонник нацистской Германии, с группой французских профашистски настроенных писателей в 1941 году участвовал в Веймарском собрании поэтов, организованном Геббельсом, за что был подвержен критике во Франции.
Похоронен на Монмартре.

## Творчество
Автор психологических романов, основанных на автобиографических «Супружеских хрониках», пьес и эссе, среди них «Юность Теофиля» (1921), «Брак господина Годо» (1933), автобиографических произведений «Опыт о самом себе» (1946), «Размышления о старости и смерти» (1956), «Бревиарий, портрет Дон Жуана».
Создал три серии автобиографических работ: первый цикл «La jeunesse de Theophile» (1921), в котором описана жизнь в родном городе. Второй цикл описывает психологический образ писателя — «Chaminadour» (1934—1941). Третий цикл — хроники и мемуары, посвященные ближайшему окружению писателя — «Chroniques maritales» (1938) и «Mémorial» (1950—1959, в 6 томах).
Его жанр — небольшие повести и рассказы, облеченные в интригующую форму; пестрая фантастика в них переплетается с самой прозаической действительностью. Стиль Жуандо отличается легкостью и иронически заострен.
Творчество Жуандо и успех, которым он пользовался, весьма симптоматичны как отражение мистических и упадочных настроений у современной ему французской интеллигенции.
Произведения писателя — глубоко психологические наблюдения и тщательный анализ поведения жизни провинции.
Одной из главных тем творчества Жуандо является гомосексуальность («Chronique d’une passion», «Le voyage secret», «Carnets de Don Juan», «Du pur amour», «Tirésias»). В этих книгах автор описывает с необычным реализмом и тонкостью психологические переживания и гомоэротические ощущения.
Как католик с мистическими наклонностями написал ряд выдающихся философско-нравственных эссе: «L’Algèbre des valeurs morales» (1935), «De l’abjection» (1939), «L’Eloge de la volupté» (1951), «Les Carnets de l'écrivain» (1957).

## Избранная библиография
- La jeunesse de Théophile (1921)
- Les Pincengrain (1924)
- Prudence Hautechaume (1927)
- Monsieur Godeau intime (1926)
- L’amateur d’imprudences(1932)
- Monsieur Godeau marié (1933)
- Chaminadour (1934—1941)
- Algèbre des valeurs morales (1935)
- Le Peril Juif, Editions Sorlot, 1938.
- Chroniques maritales (1938)
- De l’abjection (1939)
- Essai sur moi-même (1947)
- Scènes de la vie conjugale (1948)
- Mémorial (1948)
- La faute plutôt que le scandale (1949)
- Chronique d’une passion (1949)
- Eloge de la volupté (1951)
- Dernières années et mort de Véronique (1953)
- Contes d’enfer (1955)
- Léonara ou les dangers de la vertu (1955)
- Carnets de l'écrivain (1957)
- L'école des filles (1960)
- Journaliers (1961—1978)
- Les instantanés de la mémoire (1962)
- Trois crimes rituels (1962)
- Le Pur Amour (1970)
- Pages égarées (1980).

Кроме того, известен многими афоризмами:
- Все люди рождаются свободными и равными в правах, но некоторые потом женятся.
- Всякая душа есть маленькое тайное общество.
- Гораздо легче обманывать других, чем не обманывать себя самого.
- Женщина выходит замуж за поэта, но, став его женой, она прежде всего замечает, что он забывает спускать воду в туалете.
- Кощунство — единственный способ для неверующих оставаться религиозными людьми.
- Неверно, будто нам не хватает дружбы и доброты; это дружбе и доброте не хватает нас.
- Поскольку нет ничего дороже времени, всего благороднее тратить его не считая.
- Придет день, когда нам будет недоставать одной-единственной вещи, и это не будет объект наших желаний, а сами желания.
- Р. спрашивает меня, что я имею против него. Я не могу простить ему откровенных признаний, которые я ему сделал.
- Чтобы вынести историю собственной жизни, каждый добавляет к ней немножко легенд.[5]